# Lin Tan
Lin Tan (čínsky pchin-jinem Lín Dān, znaky 林丹; * 14. října 1983 Lung-jen, Fu-ťien) je bývalý profesionální hráč badmintonu z Číny. Dvakrát získal zlatou olympijskou medaili, je pětinásobným mistrem světa a pětinásobným mistrem All England. Ve věku 28 let Lin Tan zkompletoval tzv. „Super Grand Slam“, když vyhrál všech devět hlavních titulů ve světě badmintonu. Jedná se o Olympijské hry, Mistrovství světa, Světový pohár, Thomasův pohár, Sudirman Cup, Super Series Masters Finels, All England Open, Asijské hry, a Asijské mistrovství. Stal se tak prvním hráčem, který dosáhl tohoto úspěchu. Je také prvním mužským sólovým hráčem badmintonu, který dvakrát po sobě získal zlatou olympijskou medaili.
V roce 2020 ukončil profesionální kariéru, považován za jednoho z nejlepších hráčů badmintonu všech dob.[zdroj⁠?!]